# Louis Marie Antoine de Noailles
 (juillet 2016).
Si vous disposez d'ouvrages ou d'articles de référence ou si vous connaissez des sites web de qualité traitant du thème abordé ici, merci de compléter l'article en donnant les références utiles à sa vérifiabilité et en les liant à la section « Notes et références ».
Le vicomte Louis Marie Antoine de Noailles, né à Paris le 17 avril 1756 et mort à La Havane (Cuba) le 7 janvier 1804, est un général et homme politique français.

## Biographie

### Origines et famille
Louis Marie Antoine de Noailles descend de l'illustre maison de Noailles, une famille noble originaire de Noailles, dans le Limousin, connue depuis le XIIIe siècle.
Il est le fils cadet de Philippe de Noailles (1715-1794), duc de Mouchy et maréchal de France, et de la duchesse, née Anne-Claude-Louise d'Arpajon (1729-1794), que la future reine Marie-Antoinette surnommera « Madame l'Étiquette ».

### Guerre d'indépendance des États-Unis
Suivant la tradition familiale, il choisit la carrière des armes. En 1771, il est sous-aide-major au régiment de Noailles-cavalerie, et aide major avec le rang de capitaine en 1773. En 1778, il est aide maréchal-général des logis surnuméraire en Bretagne et en Normandie ; et en 1779 mestre de camp en second au régiment Colonel-Général hussards.
De 1779 à 1781, il suit son beau-frère, La Fayette, engagé dans la guerre d'indépendance des États-Unis. Il participe à trois combats navals, à la prise de Grenade (durant laquelle il fait la connaissance de Jean Gaspard de Vence, qui l'inspirera), et à l'attaque de Savannah. Aux côtés de Rochambeau ils règlent la capitulation de Yorktown.
En 1780, il est décoré de l'ordre de Saint-Louis et devient mestre de camp commandant le régiment du Roi. En 1788, il est colonel commandant le régiment des chasseurs d'Alsace .

### Révolution française
Le 28 janvier 1789, il est nommé grand-bailli d'épée de Nemours. En mars 1789, il préside l'assemblée des trois ordres du bailliage de Nemours et l'assemblée particulière de la noblesse. Cette assemblée l'élit député de la noblesse aux États généraux de 1789, en acceptant le principe de l'égalité des impôts et celui d'un cahier commun.
Il siège aux États généraux avec son frère aîné, le prince de Poix, et avec son beau-frère, le marquis de La Fayette. Acquis aux idées nouvelles, il joue un rôle important dans l'abolition des privilèges lors de la nuit du 4 août 1789, se signalant par son enthousiasme. Il siège ensuite à l'Assemblée constituante jusqu'à l'automne 1791, s'impliquant activement dans la Révolution. 
Au milieu de 1790, il appartient aux Jacobins, puis passe aux Feuillants au milieu de 1791. En février 1791, il préside l'Assemblée constituante.
Lors du retour de la famille royale après l'évasion manquée des 20 et 21 juin 1791, il sauve de justesse Marie-Antoinette de la foule. 
Il est affecté le 28 novembre 1791 à l'armée du Nord avec le grade de maréchal de camp. 
Son frère ayant émigré, il se trouve suspect et quitte la France en mai 1792 pour la Grande-Bretagne, puis pour les États-Unis. Il y retrouve plusieurs autres constituants aussi émigrés, Briois de Beaumetz, Talleyrand, La Rochefoucaud Liancourt.
En 1794, sous le régime de Terreur, son épouse est guillotinée le 4 thermidor an II (22 juillet 1794) ainsi que son père, sa mère et sa tante Catherine de Cossé-Brissac, veuve du maréchal-duc de Noailles. Tous sont ensevelis au cimetière de Picpus.

### L'expédition de Saint-Domingue

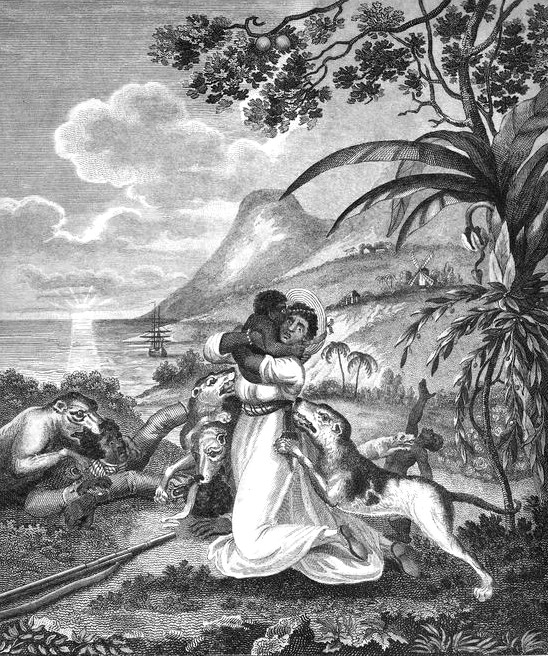
Dogues de Cuba achetés par Noailles pour les utiliser contre les insurgés haïtiens.

Il revient en France à l'arrivée au pouvoir de Bonaparte. En décembre 1802, il se met au service du général de Rochambeau, fils du maréchal Jean-Baptiste Donatien de Vimeur de Rochambeau, qui combat contre les Noirs révoltés de Toussaint Louverture à Saint-Domingue. 

À la demande de Rochambeau, il se rend dans la colonie espagnole de Cuba pour acquérir 600 dogues chasseurs d'esclaves, dans l'intention de les utiliser contre les insurgés haïtiens. 

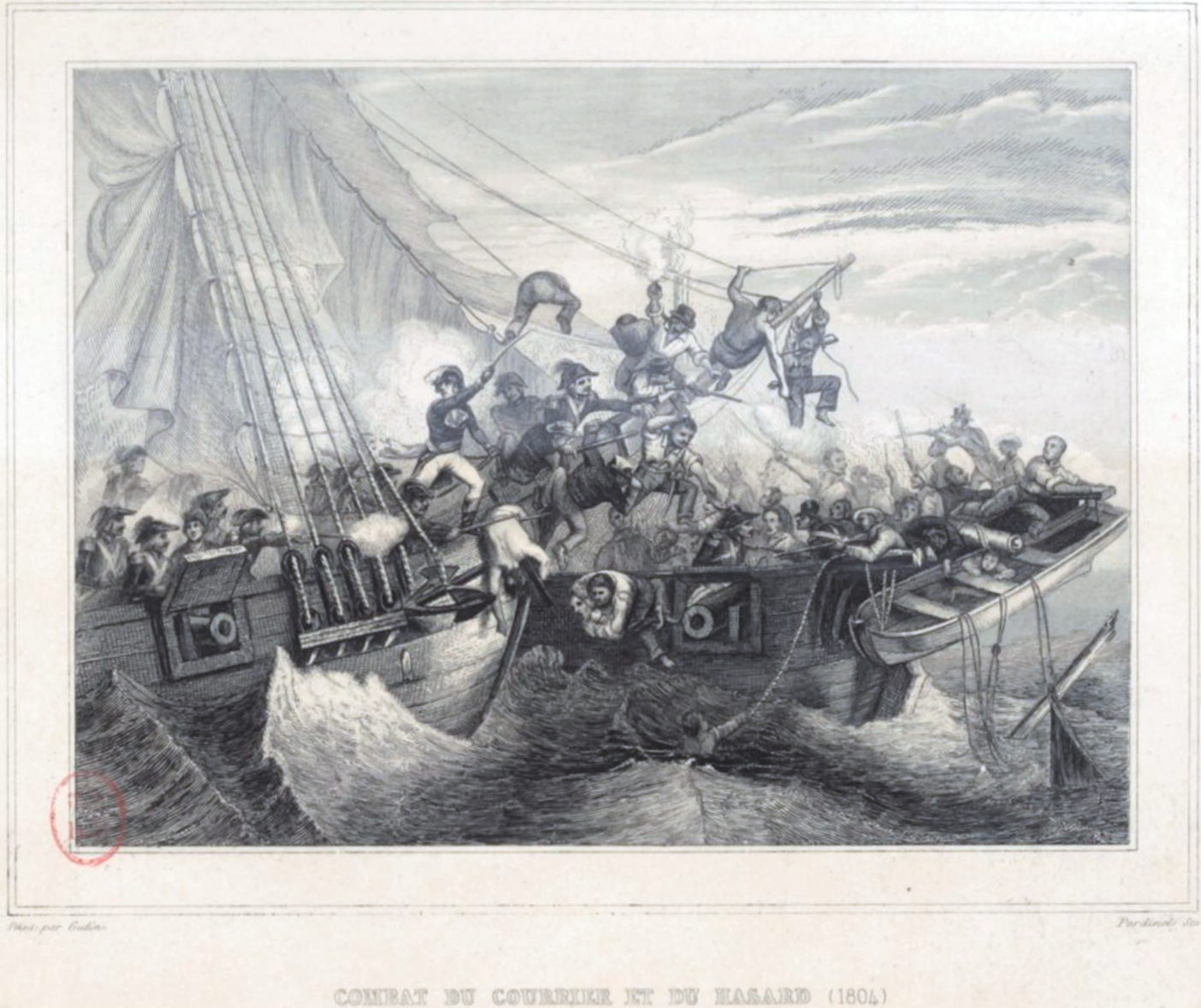
Abordage du Hazard par le Courrier.

Lorsqu'il se rend aux Britanniques le 30 novembre 1803, Noailles refuse de capituler et embarque ses soldats et une partie des habitants du Môle-Saint-Nicolas sur les sept bâtiments qui mouillent dans le port. Nuitamment, ils traversent les lignes ennemies et mettent voile vers Cuba. Mais la goélette sur laquelle il se trouve, le Coursier, rencontre alors la corvette britannique Hazard. Ne pouvant lui échapper, il choisit de l'affronter à la nuit tombée, le 1er janvier 1804. Il monte le premier à l'abordage à la tête d'une trentaine de grenadiers, et s'empare du vaisseau qu'il ramène à La Havane. Mais il meurt des suites des blessures reçues pendant ce combat.
Son nom est inscrit sur l'arc de triomphe de l'Étoile. Grâce à lui, plusieurs centaines de réfugiés français de Saint-Domingue en Amérique ont pu transiter par Cuba.

## Mariage et descendance

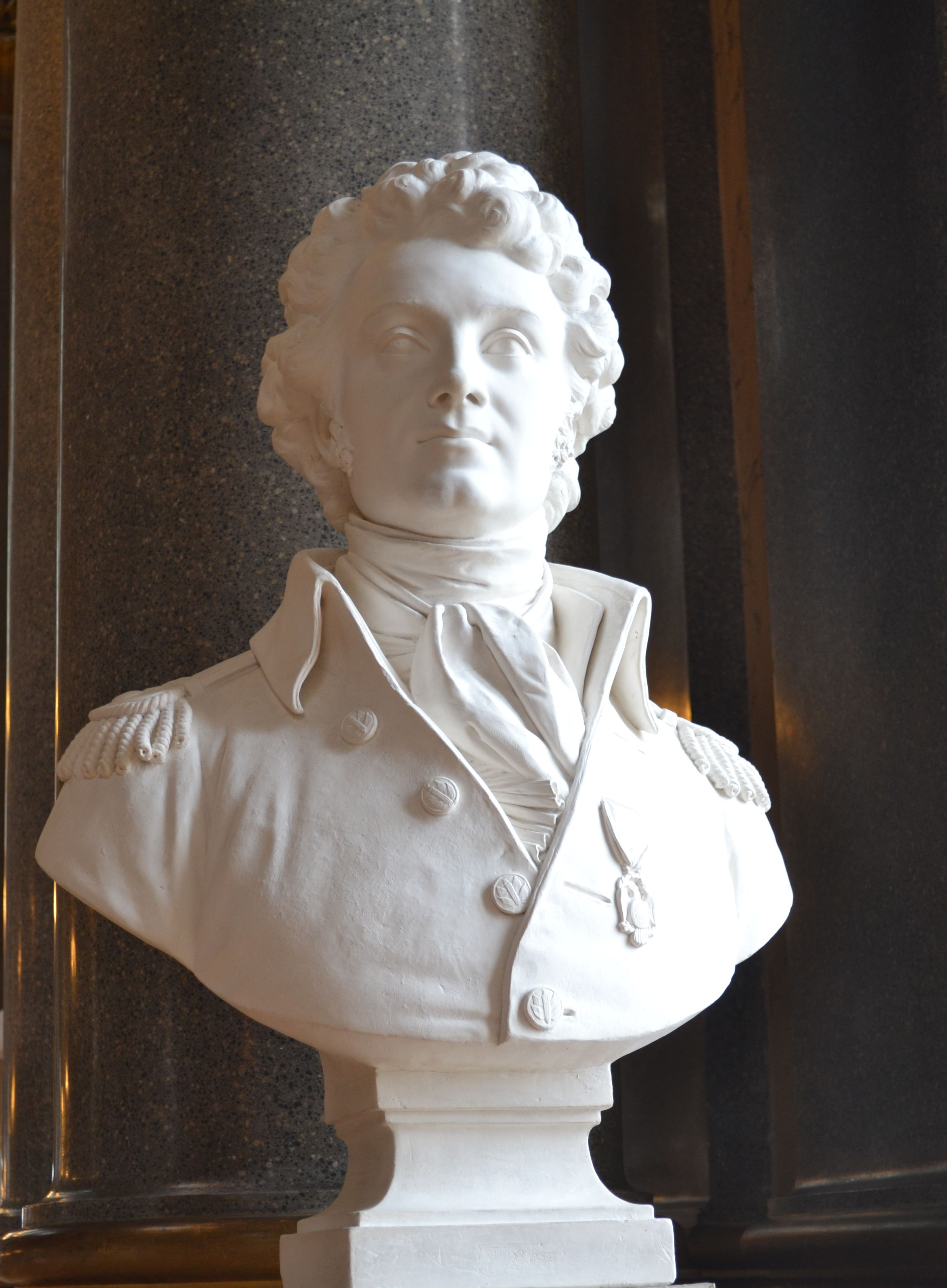
Buste représentant Louis Marie Antoine de Noailles.

Le vicomte de Noailles épouse en 1773 sa cousine Anne Jeanne Baptiste Georgette Pauline Adrienne Louise Catherine Dominique de Noailles (1758-1794), fille de Jean Louis Paul François de Noailles, duc de Noailles, et de la duchesse Henriette-Anne-Louise d'Aguesseau. Ce mariage fait de lui le beau-frère de La Fayette.  
De cette union naissent quatre enfants : 
1. Adrienne Théodore Philippine de Noailles (1778-1781) ;
2. Le comte Louis Joseph Alexis de Noailles, député (1783-1835), marié en 1816 avec Cécile de Boisgelin (1797-1836), dont postérité ;
3. Le vicomte Alfred Louis Dominique Vincent de Paul de Noailles (1784-1812) ;
4. Adélaïde Marie Euphémie Cécile de Noailles (1790-1870) qui épouse en 1811 Olivier de Saint-Georges, marquis de Vérac, pair de France, gouverneur de Versailles (1768-1858). Dont postérité.

## Postérité
Le vicomte de Noailles est représenté sur un timbre français en 1989.

## Sources et bibliographie
- « Louis Marie Antoine de Noailles », dans Adolphe Robert et Gaston Cougny, Dictionnaire des parlementaires français, Edgar Bourloton, 1889-1891 [détail de l’édition]
- Alfred Fierro, André Palluel-Guillard et Jean Tulard, Histoire et dictionnaire du Consulat et de l'Empire, Paris, éd. Robert Laffont, coll. « Bouquins », 1995 [détail des éditions] (ISBN 2-221-05858-5)
- Maurice Gaignaire, Noailles à la nuit. Le destin d’un révolutionnaire à talons rouges, Paris, Barré et Dayez, 1990
- Marquis de Castellane, Gentilshommes démocrates, Paris, Plon, 1910, p. 1-60